# Vauclaix
Vauclaix település Franciaországban, Nièvre megyében. Lakosainak száma 135 fő (2022. január 1.). Vauclaix Lormes, Cervon, Gâcogne, Mhère és Montreuillon községekkel határos.

## Népesség
A település népessége az elmúlt években az alábbi módon változott:
| Lakosok száma | 129  | 130  | 134  | 134  | 135  | 135  | 136  | 135  | 135  |
|               | 2013 | 2015 | 2016 | 2017 | 2018 | 2019 | 2020 | 2021 | 2022 |